# Pachytodes orthotrichus
Pachytodes orthotrichus là một loài bọ cánh cứng trong họ Cerambycidae.